# (318) Magdalena
(318) Magdalena – planetoida z pasa głównego asteroid okrążająca Słońce w ciągu 5 lat i 261 dni w średniej odległości 3,2 j.a. Została odkryta 24 września 1891 roku w Observatoire de Nice w Nicei przez Auguste Charloisa. Pochodzenie nazwy planetoidy nie jest znane.